# كارل ماير (ممثل)
كارل ماير (بالألمانية: Carl Walther Meyer)‏ هو ممثل ألماني، ولد في 1 فبراير 1898 في ألمانيا، وتوفي في 2000.

## وصلات خارجية
- كارل ماير على موقع IMDb (الإنجليزية)
- كارل ماير على موقع ألو سيني (الفرنسية)
- كارل ماير على موقع قاعدة بيانات الأفلام السويدية (السويدية)
- كارل ماير على موقع قاعدة بيانات الفيلم (الإنجليزية)
- كارل ماير على موقع كينوبويسك (الروسية)